# Петър Могила
Петър (Петро) Могила (на румънски: Petru Movilă на украински: Петро́ Моги́ла ) е епископ на Вселенската патриаршия, митрополит на Киев на цяла Русия и екзарх на Константинополския престол. Негова е основната заслуга за духовния успех на Яшкия събор. Благодарение на дейността му е възобновен и православния живот в Новорусия и в древните храмове на Киев от Киевска Рус, включително „Света София“.
| „ | Чужденец по рождение, но с народно възпитание в Църквата, той посвещава живота си повече на русите, отколкото който и да е руснак. | “ |

## Биография
Петро Могила е роден на 21 (31 по стар стил) декември 1596 г. в Сучава, в семейството на молдовския васал Симеон Мовила и трансилванската принцеса Маргарет. Получава много добро образование – учи в училище в Лвов и вероятно в няколко чуждестранни университета. Именно заради това е познат в своите среди като човек с много голямо влияние и авторитет. Още преди своята тридесетгодишнина, Могила се замонашава (1625), а само две години по-късно е назначен за представител на Киевско-Печорската лавра. През 1632 година Петро Могила вече е митрополит на Киев и на цяла Русия. Монахът умира през 1647 година и два месеца по-късно, тялото му е преместено в църквата на Киевско-Печорската лавра, каквото е било и неговото желание. Могила е канонизиран за светец през 1996.

## Духовно дело
Петър Могила има огромен личен принос за промените и развитието на културата и религията в Украйна. И до днес е известна силната борба на монаха за чистота и независимост на Руската православна църква. Чрез много образователни и религиозни институции, неговото дело е насочено към укрепването на православието, духовното единство на украинците и разширяването на обхвата на използване на украинския език в печата, богослужението и превода. Сред най-големите му постижения са реформите в църквата, които той предприема. В православното църковно управление той за първи път създава консистория. Нейни членове стават монаси, които са много добре запознати с църковните канони, но и с държавното законодателство. В училищата започват да се провеждат богословски дискусии, да се преподава латински език, но и славянски език, а гръцкият остава на по-заден план. Дори и извън часовете, често се разговаря на латински език. През 1632 година Петър Могила основава Киевско-Могилянската колегия – първото висше учебно заведение по тези земи, което играе основна роля в развитието на образованието и културата в следващите два века. Там за първи път започват да се преподават философия и теология като отделни дисциплини. Целта на Могила е постигането на духовното единство на украинците и затова той пръв започва да мисли за развитието и бъдещето на украинската държава.

## Творчество
Творчеството на Петър Могила е насочено към това да установи и систематизира единни правила на църковния живот, учения и ред. При него се забелязва свързване между средновековната схоластика и някои идеи от Ренесанса, както и съчетание между идеи на антични и християнски автори. Най-интересната черта в концепцията му е синтезът между западната и източната наука и култура. Представите на Могила за света и човечеството са свързани с любовта, милостта и търпението. За него в това се крие ядрото на целия духовен и физически живот. Милосърдието той представя за основата на едно единство, една хармония, които ще доведат до обществено благо. Тези негови идеи могат да бъдат ясно забелязани и в неговите произведения.
Едно от най-известните съчинения, които Могила пише, е „Литос“ или „Камъкът на истината на Светата православна Руска църква на смирения Евсевий Пимен за съкрушението на лъжливо-тъмната преспектива на Касиан Сакович“. Книгата е отпечатана в Киевско-Печорската печарница и е публикувана на полски език. За нейното написване Могила се опира на източници като църковни книги, писания на отци, жития на светци, хроники и други. Неговата цел е с това съчинение да покаже, че Руската православна църква се основава на апостолското предание и тя е насочена срещу нападките на униатите и йезуитите.
Друго добре познато произведение, което Могила написва малко преди смъртта си, е „Евхологион, альбо молитвеник, или Требник“; съдържанието на тази книга е съставено от 126 чина, а общият брой на страниците му е 1529. След неговата смърт това произведение е било повод за много бурни реакции от страна на Московската патриаршия и това е причината то да се причисли към осъдените книги. Днес творбата е от голяма важност за църквата и към нея се обръщат, когато има важни въпроси, които трябва да бъдат решени.
Много учени смятат, че произведението „Православное Исповедание католической и Апостольской церкви Восточной“ е писано от Петър Могила, въпреки че неговото авторство е спорно. Впоследствие тази творба се превръща в основен догматически труд в конкретната епоха. По-късно произведението бива обсъждано няколко пъти и също така издавано и на латински език.

### Произведения
- „Книга души, нарыцаемое злото…“

- „Любомудрѣйшаго киръ Агапита діакона, блаженнѣйшему і благочестивѣйшему царю Іоустиніану… главизны, поучителны, по краегранію еллински изложены, словенски же пръвое напечатаны“

- „Λειτνργιαριων… си ест служебник от литургій Св. Васіліа, Іоанна Златоустаго и преждесвященных служеній іереиских и диаконских повседневных нощных же и дневных в себѣ съдръжимых реченный. Благословеніем и исправленіем преподобнѣйшаго господина и отца киръ Петра Могилы“

- „Передмова // Номоканон си ест законоправилник, имея по сокращенію правила святых апостол седми соборов и помѣстных нѣкіих. K сему и вселенских учителей и прєподобных отец, третіе c болшим исправленіем изданный.“

- „Антологіа, сирѣч молитвы и поученія душеполезная. В душевную ползу спудеов и всѣх благочестивых любомолитвеник. Вкратцѣ собраная и благочиннѣ расположеная тщаніем… Петра Могилы.“

- „Євангеліє учителноє (з благословения Петра Могилы).“

- „Λιτθος albo kamen z procy prawdy cerkwie świątey prawosławney ruskiej na skruszenie faecznociemnej Perspektiwy albo raczey pazkwilu od Kassiana Sakowieza… roku 1642 w Krakowie wydanego, wypuszczony przez pokornego ojca Euzebia Pimina“.

- „Православне сповідання віри“

- „Требник Петра Могили“

## Смърт
Петър Могила умира през януари 1647 година, след като е бил митрополит само 14 години. В Украйна е канонизиран през 1996 година и като цяло след това е канонизиран от всички 15 автокефални църкви на Вселенската църква. Единствено Руската православна църква го канонизира като местно почитан светец (тоест като почитан само в определени райони).